# Tveita Station
Tveita Station (Tveita stasjon) er en metrostation på Furusetbanen på T-banen i Oslo. Stationen ligger i en kort tunnel under den centrale del af Tveita i bydelen Alna. Der er adgang til stationen via Tveita Senter, der ligger ovenpå den.